# Kalinówka (obwód wołyński)
Kalinówka (ukr. Калинівка) – wieś na Ukrainie w rejonie kowelskim obwodu wołyńskiego.